# Andreas Driendl
Andreas Driendl (* 26. Januar 1986 in Schongau) ist ein ehemaliger deutscher Eishockeyspieler, der über viele Jahre bei den Krefeld Pinguine in der DEL und bei den Ravensburg Towerstars aus der DEL2 aktiv war.

## Karriere
Driendl begann seine Karriere beim EV Füssen, wo er große Teile der Nachwuchsabteilung durchlief. In der Spielzeit 2003/04 wurde der Flügelstürmer erstmals in den Kader der Seniorenmannschaft einberufen, mit der er 2004, 2005 und 2006 jeweils den Klassenerhalt sichern konnte. Insbesondere in der Oberliga-Saison 2005/06 erzielte der Linksschütze in 46 Spielen 50 Scorerpunkte, war damit der erfolgreichste Deutsche und U20-Junior seines Teams und wurde von der damaligen 2. Liga Mannschaft Eisbären Regensburg für die Saison 2006/07 verpflichtet.
In seiner ersten Saison für Regensburg erzielte Driendl 18 Punkte und war auch in der folgenden Saison für die Ostbayern aktiv. In dieser Saison 2007/08 bestand zwischen Regensburg und dem damaligen DEL-Vertreter Hamburg Freezers ein Kooperationsvertrag, durch welche Driendl mit einer Förderlizenz ausgestattet wurde und er auf vier DEL-Spielen für die Freezers kam.
Zur Saison 2008/09 wechselte der Angreifer dann in die höchste deutsche Spielklasse und schloss sich zusammen mit seinem Regensburger Trainer Igor Pawlow den Krefeld Pinguinen an. Für den Verein vom Niederrhein stand Driendl die folgenden acht Spielzeiten auf dem Eis und konnte in 418 DEL- und 10 CHL-Spielen 172 Punkte (74 Tore) erzielen. Seine persönlich erfolgreichste Saison war dabei die Spielzeit 2012/13, in welcher er 42 Punkte zum dritten Platz in der Hauptrunde sowie dem Erreichen des Playoff-Halbfinales beitragen konnte.
2016 entschied er sich aus persönlichen Gründen zu einem Wechsel in die Nähe von Füssen, wo seine Kinder leben, und unterschrieb einen Dreijahresvertrag beim SC Riessersee aus der DEL2. Bereits in seiner ersten Saison für den Verein aus Garmisch-Partenkirchen war er mit 41 Punkten sowie 23 Toren dessen erfolgreichster Spieler. In der Saison 2017/18 erreichte er mit dem SCR das Playoff-Finale der DEL2. Persönlich wurde er als Spieler des Jahres und Stürmer des Jahres der DEL2 ausgezeichnet.
Nach der Insolvenz des SCR verließ Driendl den Klub und wechselte im Juli 2018 zu den Ravensburg Towerstars. In der Saison 2018/19 gewann er mit den Towerstars die DEL2-Meisterschaft und trug zu diesem Erfolg 77 Scorerpunkte bei. Es folgten drei weitere Jahre in Ravensburg und insgesamt absolvierte Driendl 168 Pflichtspielen Spiele für den Club, in denen er 55 Tore und 121 Assists erzielte.
Während der Saison 2021/22 hatte er zunächst mit einer Verletzung und später mit einer Corona-Erkrankung zu kämpfen. Daher entschied er sich im Mai 2022, seine Karriere zu beenden.

## Erfolge und Auszeichnungen
- 2018 Spieler des Jahres und Stürmer des Jahres der DEL2[11]
- 2018 Bester Vorlagengeber (49 Assists) der DEL2-Hauptrunde
- 2019 DEL2-Meister mit den Ravensburg Towerstars

## Karrierestatistik
(Legende zur Spielerstatistik: Sp oder GP = absolvierte Spiele; T oder G = erzielte Tore; V oder A = erzielte Assists; Pkt oder Pts = erzielte Scorerpunkte; SM oder PIM = erhaltene Strafminuten; +/− = Plus/Minus-Bilanz; PP = erzielte Überzahltore; SH = erzielte Unterzahltore; GW = erzielte Siegtore; 1 Play-downs/Relegation; Kursiv: Statistik nicht vollständig)